# ブラバム・BT52
ブラバム・BT52 (Brabham BT52) はブラバムが1983年のF1世界選手権に投入したフォーミュラ1カー。設計者はゴードン・マレー。カーナンバーはネルソン・ピケの「5」とリカルド・パトレーゼの「6」。第9戦イギリスGPからは改良型のBT52Bが使用された。

## BT52
1982年11月、フラットボトム規定を含むレギュレーション変更が発表され、ついにグラウンド・エフェクト・カーが禁止となった。ブラバムは新たなグラウンド・エフェクト・カーであるBT51を製作していたが、規定変更のためにそのままでは使用できなくなった。このため、新規定に合致したマシンを新たに開発することとなった。開幕まではたった3ヶ月しかなく、デザイナーのゴードン・マレーが「ほとんど寝る暇もなく、クスリで生きながらえていた」とこぼすほど追いつめられた中でデザインされたマシンだった。
BT52のデザインに取り掛かる前に、ブラバムはひとまずBT50とBT51をフラットボトムに改修しテストしたが、やはり風洞で新たに空力面の開発をやり直すにはあまりにも時間がなかった。そのため、ダウンフォースに頼るのではなく、重量配分をリアに寄せることで安定性を確保する方針をとった。ダウンフォースは巨大な前後ウイングによって確保し、サイドポンツーンは空気抵抗と高圧域の発生を抑えるために極端に小さくされた。独特のマシンデザインは「アローシェイプ」と呼ばれた。
マクラーレンなどカーボンモノコックを採用したチームは既にいたが、マレーはカーボンという素材の性能にまだ懐疑的で、モノコックはアルミハニカム製のタブにカーボン製のアッパーを貼りこんで補強する構造を採用した。重量配分をリア寄りにするため、コクピットは従来よりも後ろに下げられた。サスペンションは前後プッシュロッドに変更され、ノーズ上にはバルジがあった。
ドイツのKKK社（Kühnle Kopp und Kausch）製のシングルターボを搭載したBMW直4ターボエンジンM12/13で、予選仕様で850馬力、決勝仕様で640馬力を発生させた。大径のターボチャージャーが1個装着されただけの構造のため、エンジン周囲がコンパクトにまとめられたこともアローシェイプの実現に一役買っていた。
開発当初からマレーの発案によりレース中の給油作戦を念頭に設計されており、燃料タンクの容量が縮小され約190リットルに設定された。他のターボエンジン搭載のマシンは220から240リットルの燃料タンクを装備していたのに比べると極めて小さい容量であった。このタンクはコクピット後方の高い位置に据付けられた。エンジン、ギアボックス、リアサスペンションを合わせて1つのモジュールとし、予選と決勝の間にスムーズに交換できるよう工夫されていた。
ギヤボックスはヒューランド製FG400のギヤに、新たに開発されたブラバム製のケースを組み合わせたものだった。ディファレンシャルはワイズマン製。
1983年は開幕戦からピケが勝利するなど幸先のいいスタートを切ったが、相変わらずBMWエンジンの信頼性の低さには泣かされ続けた。

## BT52B
チームのホームレースである第9戦イギリスGPから、改良型のBT52Bが実戦投入された。最大の変更点はフロントサスペンションで、レイアウトを見直したことにより、ノーズ上にあったバルジがなくなった。また、このレースからドイツのヴィンターサル社によって開発されたターボエンジン用の特殊燃料が投入され、パワーアップが実現した。ヨーロッパグランプリからはさらなるダウンフォースの獲得を狙って、リアウイングの両脇にウイングレットが装着された。
カラーリングはBT50までと同様のカラーリングだったものから白と濃紺の部分を反転させた。。BT52のカラーリングデザインを担当したピーター・スティーブンスは小さい白黒テレビの画面で視認性を確かめたところ、ローアングルのカメラ映像では濃紺の部分がよく映らないことに気付き、チームオーナーのバーニー・エクレストンに配色の入れ換えを提案し、すぐ気に入ってもらえたという。

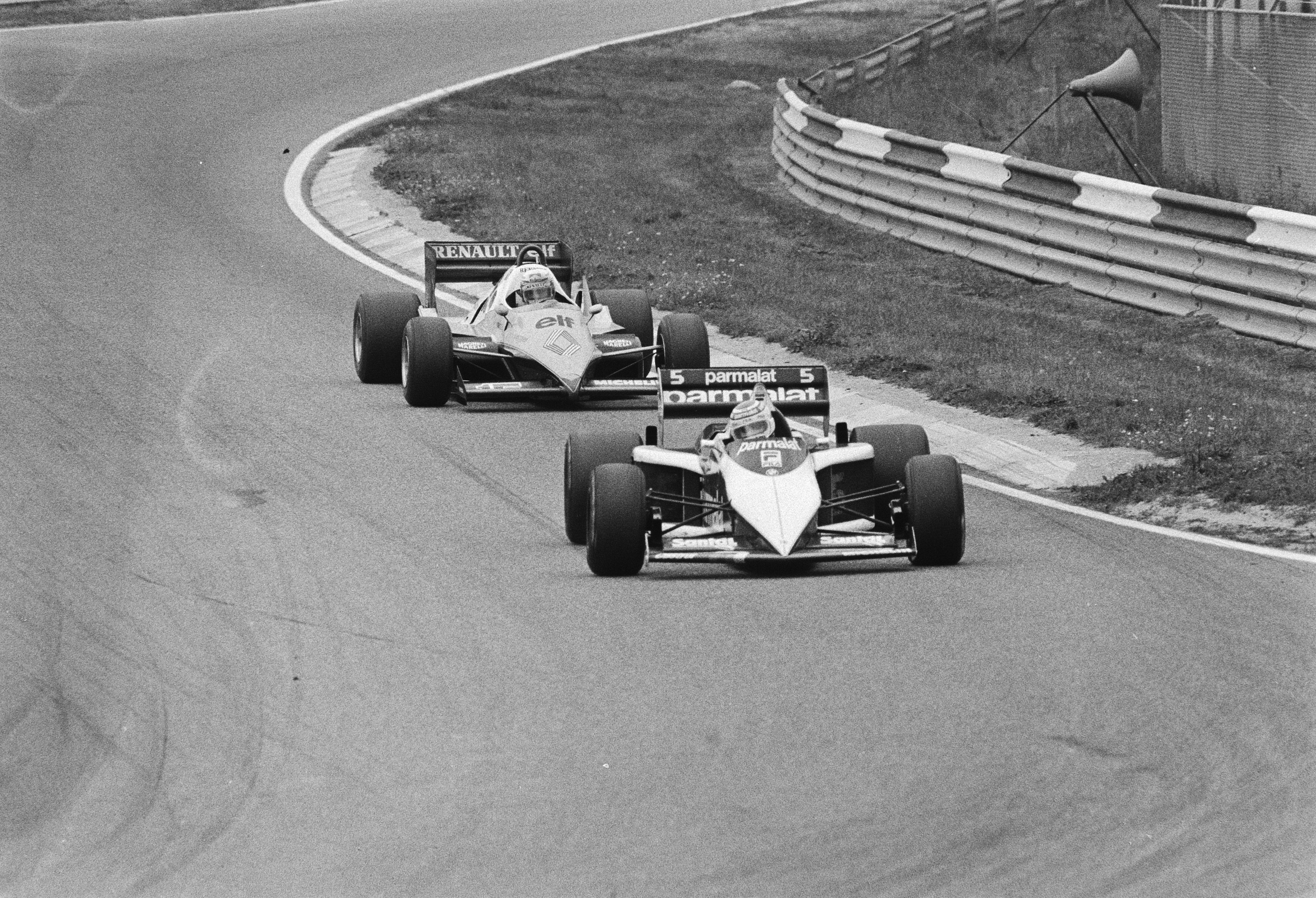
1983年オランダGPで優勝を争うピケとプロスト。

ピケはイギリスグランプリと次戦オーストリアグランプリでプロストに勝利を奪われたが、オランダグランプリでの両者リタイアから流れはピケに傾き始めた。イタリアグランプリとヨーロッパグランプリで連勝し、ポイントリーダーのプロストに2点差まで迫る。最終戦はプロストのリタイアに加え、チームメイトのパトレーゼによるアシストもあり見事に逆転チャンピオンを決めた。

## BT52C
1984年シーズンに向け、ブラバムはBT52Bをベースとして翌年用の開発物を導入したBT52Cを製作、テストで使用した。
サイドポンツーンは前方に延長され、後端はコークボトルラインに仕上げられた。燃料タンクも1984年の規定いっぱいの220Lまで大型化されている。エンジンは補機類のレイアウトを一新した1984年仕様だった。

## BT52D
1984年になってから、ブラバムはシーズン前のテスト用にBT52CをさらにアップデートしたBT52Dを製作した。サイドポンツーンのデザインが変わった以外はほぼ変わっていなかった。このマシンは実質的に1984年用マシンであるBT53と同じデザインで、BT52Dに改修されたシャシーは改めてBT53に編入された。

## スペック
- シャーシ名 BT52
- シャーシ材質 アルミニウム・カーボンファイバー併用
- タイヤ ミシュラン
- ギヤボックス ヒューランド
- エンジン名 BMW M12/13
- 気筒数 直列4気筒ターボ
- 最大馬力 640（決勝）/750（予選）馬力
- 燃料 カストロール
- 潤滑油 カストロール

BT52は6台が製作され、そのうちBT52-5とBT52-6はBT52Bとして製作された。BT52-1とBT52-3はシーズン中にBT52Bへと改修された。
BT52Cは6台のうちいずれかが改修されたものとされるが、どのシャシーが改修されたかは不明。BT52DはBT52Cから改修された。

## F1における全成績
- 年間4勝 2PP（1983年）
- コンストラクターズランキング3位
- ドライバーズランキング1位（ネルソン・ピケ）3勝 1PP 4FL
- ドライバーズランキング9位（リカルド・パトレーゼ）1勝 1PP 1FL

(key) （太字はポールポジション、斜体はファステストラップ）
| 年     | チーム   | エンジン          | タイヤ | シャシー | No. | ドライバー | 1   | 2   | 3   | 4   | 5   | 6   | 7   | 8   | 9   | 10  | 11  | 12  | 13  | 14  | 15  | ポイント | 順位 |
| ------ | -------- | ----------------- | ------ | -------- | --- | ---------- | --- | --- | --- | --- | --- | --- | --- | --- | --- | --- | --- | --- | --- | --- | --- | -------- | ---- |
| 1983年 | ブラバム | BMW M12/13 S4 t/c | M      |          |     |            | BRA | USW | FRA | SMR | MON | BEL | DET | CAN | GBR | GER | AUT | NED | ITA | EUR | RSA | 72       | 3位  |
| 1983年 | ブラバム | BMW M12/13 S4 t/c | M      | BT52     | 5   | ピケ       | 1   | Ret | 2   | Ret | 2   | 4   | 4   | Ret |     |     |     |     |     |     |     | 72       | 3位  |
| 1983年 | ブラバム | BMW M12/13 S4 t/c | M      | BT52B    | 5   | ピケ       |     |     |     |     |     |     |     |     | 2   | 13  | 3   | Ret | 1   | 1   | 3   | 72       | 3位  |
| 1983年 | ブラバム | BMW M12/13 S4 t/c | M      | BT52     | 6   | パトレーゼ | Ret | 10  | Ret | Ret | Ret | Ret | Ret | Ret |     |     |     |     |     |     |     | 72       | 3位  |
| 1983年 | ブラバム | BMW M12/13 S4 t/c | M      | BT52B    | 6   | パトレーゼ |     |     |     |     |     |     |     |     | Ret | 3   | Ret | 9   | Ret | 7   | 1   | 72       | 3位  |